# 어유소
어유소(魚有沼, 1434년~1489년)는 조선의 무신으로, 자(字)는 자유(子遊)이며, 본관은 충주이다. 변방 여진족의 토벌과 이시애의 난 진압 등에 참여하였다. 시호는 정장(貞莊)이다.

## 생애

### 생애 초반
어유소는 1434년 경기도 양주군 이담면 지행리(현 동두천시 지행동)에서 평안도 병마수군 도 절제사를 지낸 어득해의 아들로 태어났다. 자는 자유(子遊)이다. 문종 원년(1451년)에 18세에 음서(蔭敍)로 출사하여 내금위에 임명되었다.

### 이시애난 진압과 공신 녹권

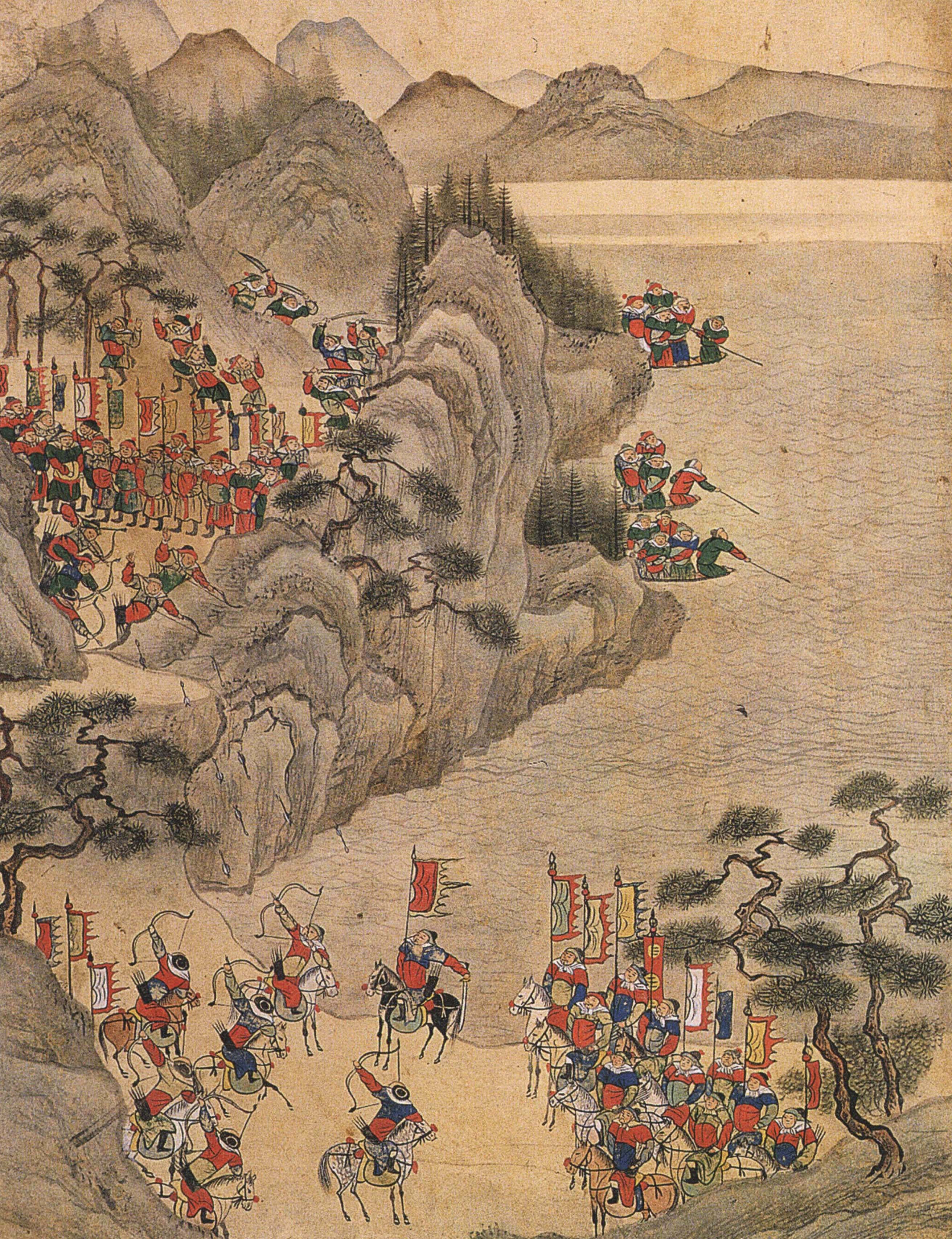
출기파적도(出奇破賊圖)

그 뒤 세조 2년(1456년)에 무과에 장원으로 급제한 후 사복시직장(司僕寺直長)과 감찰을 역임하였다. 세조 6년(1460년)에는 야인 정벌에 큰 공을 세워 승진, 통례문통찬(通禮文通贊)이 되고, 세조 9년(1463)에는 회령부사를 거쳐 이시애의 난의 진압에 참여하였다. 이시애 역시 회령부사를 지낸 인물로 그의 아버지 이인화는 판영홍대부사를 지냈고, 그의 할아버지는 검교문하부사를 지낸 양반가의 자제였으나, 그는 상(喪)을 당하여 회령부사를 퇴임하고 집에 있다가 아우 이시함과 함께 반란을 일으켰다.
세조 13년(1467년)에는 좌대장으로 이시애의 난을 평정한 뒤 적개공신 1등이 되어 예성군에 봉해지고 공조판서에 특진되었다. 그 해 겨울 명나라가 건주위를 칠 때 좌대장으로 큰 공을 세웠고 그해 12월 군공 2등(軍功二等)에 녹훈되었다. 예종 즉위 후 예종 원년(1469년)에는 함경북도 절도사, 성종에는 2년 좌리공신 4등이 되고 두 차례나 평안북도 절도사를 지냈다.

### 관료 생활
이후 의정부우참찬으로 오위도총부도총관을 겸임했고 이듬해 병조판서, 성종 9년(1478년) 의정부우찬성을 지냈다. 성종 10년(1479년)에는 건주위를 정벌할 때 서정대장으로 출정했으나 작전상 회군한 죄목으로 한때 유배되었다 다시 풀려나 도총관 이조판서 동지중추부사, 평안도 순찰사를 역임했고,
성종 12년(1481년) 이조판서, 지중추부사를 거쳐 평안도관찰사로 나갔다가 성종 19년(1488년)에는 판중추부사 겸 도총관에 이르렀다. 성종 20년(1489) 10월 왕께서 경기에 열무할 때 성종을 호종하여 포천 영평현에 도착했을 때 원내에서 갑작스럽게 사망했다. 그의 시호는 정장(貞莊)이다.

### 사후
성종은 그의 갑작스러운 사망을 크게 슬퍼하여 위를 거두고 부위를 후하게 내려주었다.
묘는 경기도 양주군 동두천읍(현 동두천시 광암동) 산72번지에 위치하고 있으며, 1986년 4월 28일 동두천시의 향토문화재 제4호로 지정되었다.

## 기타

### 정장로와 정장지하도
그의 고향인 경기도 동두천시 생연동에는 그의 시호를 따서 지은 '정장로'라는 도로가 있고, 1987년에는 그의 이름을 따서 정장지하도를 개설하였으나 정장지하도는 2008년 폐쇄되었다.

### 어우동 스캔들
어우동과 인접하던 그는 어우동을 불러들여 그와 관계를 맺기도 했다. 그러나 국문을 당할 때 그는 어우동과의 관계를 부인하였다.
1480년 스캔들 사건으로 의금부에 압송된 어우동과 방산수의 진술에 의하면 "어유소는 일찍이 어울우동의 이웃집에 피접(避接)하여 살았는데, 은밀히 사람을 보내어 그 집에 맞아들여 사당(祠堂)에서 간통하고, 뒤에 만날 것을 기약(期約)하여 옥가락지[玉環]를 주어 신표(信標)로 삼았다"는 것이다.
어우동이 방산수의 설득으로 어유소(魚有沼)·노공필(盧公弼)·김세적(金世勣)·김칭(金偁)·김휘(金暉)·정숙지(鄭叔墀) 등을 언급했으나, 뒤에 모두 증거가 없다는 이유로 석방되었다.

## 사극에서
- 왕과 나 - 김익태

## 같이 보기
| - 계유정난 - 이시애의 난 - 이징옥의 난 - 세조 찬위 - 여진족 - 병마절도사 - 수군절도사 - 김종서 - 황보 인 - 이덕무 - 방산수 - 송숙근 - 성승 - 어우동 - 유응부 - 정장로 - 흥선로 | - 익대공신 - 적개공신 - 대마도 - 변협 - 신숙주 - 이계동 - 이광식 - 이구지 - 이준경 - 이종무 - 이지방 - 유자광 - 최무선 - 최해산 - 한명회 - 동두천시 | - 강무 - 소요산 - 귀성군 - 군부인 송씨 - 임영대군 - 남이 - 강순 - 신용개 - 유감동 - 양주군 - 학조 |

## 참고 문헌
- 세조실록
- 예종실록
- 성종실록
- 대동야승
- 양주군지